# Carolina (provincie)
De Province of Carolina was een Engelse en later Britse kolonie in Noord-Amerika. Ze is genoemd naar koning Karel I van Engeland. Het gebied werd in het noorden begrensd door Virginia en in het zuiden door Georgia.
Hoewel er al een charter uit 1629 bestond, kan 1663 gezien worden als het eigenlijke begin van de kolonie. In dat jaar schreef Karel II van Engeland een nieuwe oorkonde uit aan een groep van acht Engelse edellieden, de Lords Proprietors. Onder de informele leiding van Anthony Ashley Cooper (1e graaf van Shaftesbury) beheerden deze edelen en hun nageslacht de kolonie tot 1729.
Door onenigheid over het bestuur van Carolina, werd het noordelijke deel in 1691 onder het bestuur van een vicegouverneur geplaatst. De opsplitsing tussen noord en zuid werd voltooid in 1712, alhoewel beide kolonies in de handen bleven van dezelfde edellieden. In 1719 brak er echter een opstand tegen hen uit, waardoor er in 1720 een koninklijke gouverneur werd aangewezen voor South Carolina. In 1729 werden beide delen kolonies van de kroon. Tot 1732 behoorde ook Georgia tot (South) Carolina. North en South Carolina alsook Georgia vormden drie van de dertien koloniën die in 1776 de onafhankelijkheid uitriepen als de Verenigde Staten van Amerika. Daarop werden de voormalige kolonies staten van de VS.